# Insulă artificială

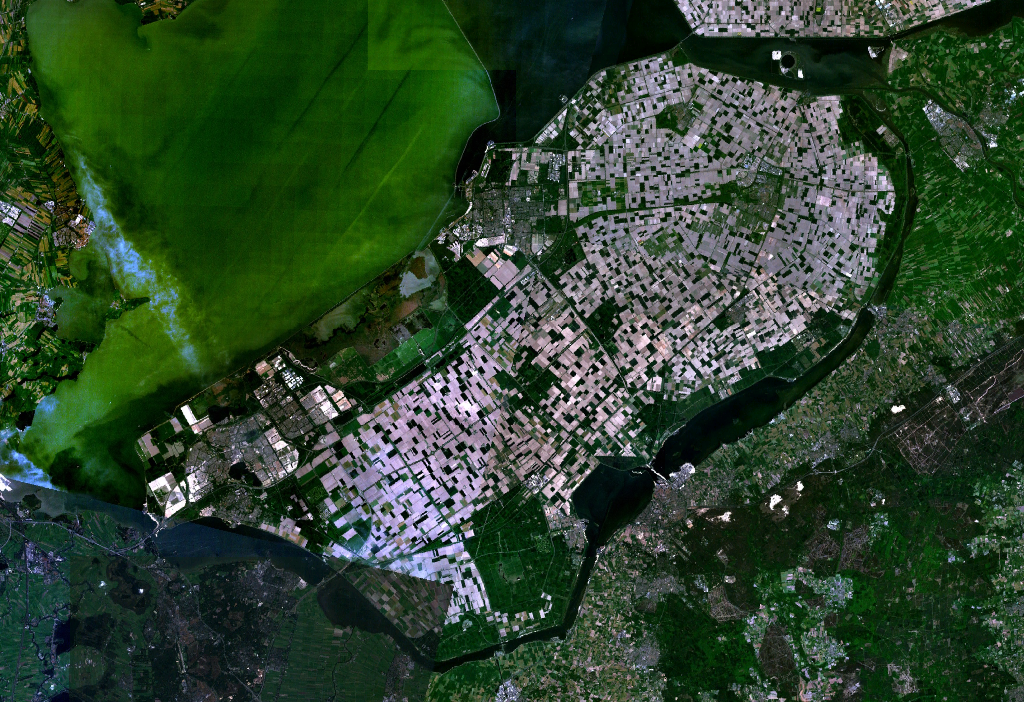
Flevopolder este un polder din Olanda; cu o suprafață de 970 km^{2} este cea mai mare insulă formată prin creșterea artificială a suprafeței.

O insulă artificială este o insulă construită de om, spre deosebire de insulele naturale. Insulele artificiale pot fi create prin extinderea insulițelor existente, prin construirea pe recifuri sau prin unirea mai multor insule naturale.